# 奥陶纪大辐射
奥陶纪大辐射（英語：Ordovician Radiation）是指在显生宙古生代早期的奥陶纪时期（4.85～4.43亿年前）主要发生在海洋生态系统的一次大型生物演化辐射事件。这也是地质历史上仅次于寒武纪大爆发的最重要的动物辐射事件，对海洋生物的演化造成了重要影响，属级分类单元的动物增长了超过3倍，古生代演化动物群（Palaeozoic evolutionary fauna）开始逐渐替代寒武纪演化动物群（Cambrian evolutionary fauna），以珊瑚-层孔海绵为标志的动物礁也迅速崛起，奠定了之后整个海洋底栖生态系统的格局 。

## 概述
生物起源于海洋，首次全球规模的海洋动物多样性的爆发性辐射事件是发生在古生代（Palaeozoic Era）之初。然而，期间（该演化事件）的复杂性直到最近才日趋明朗。这一多样化事件可以大致分为两个主要部分：寒武纪大爆发和奥陶纪大辐射。相对而言，寒武纪大爆发和文德纪生命演化的“前奏”都以“门”和“纲”级别的基本体型构制（body plans）的起源和初步多样化为特征；而奥陶纪辐射则集中表现为较低级别分类单元发生前所未有的指数级剧增。在奥陶纪，全球海洋动物的科和属级的丰度在寒武纪的基础上增加了3到4倍。而且，整个海洋动物群的组成也出现了根本性的变革：随着时间的推移，面对此后将主导古生代的有铰类腕足动物（articulate brachiopods）、窄唇纲的苔藓虫（stenolaemate bryozoans）、有柄海百合（stalked crinoids）和其它类群的兴起，三叶虫和其他典型的寒武纪动物群的代表逐渐式微。而诸如腹足类（gastropods）、双壳类（bivalves）以及一些将在后古生代（post-Palaeozoic）统治海底的类群也在奥陶纪经历了相当可观的多样化。

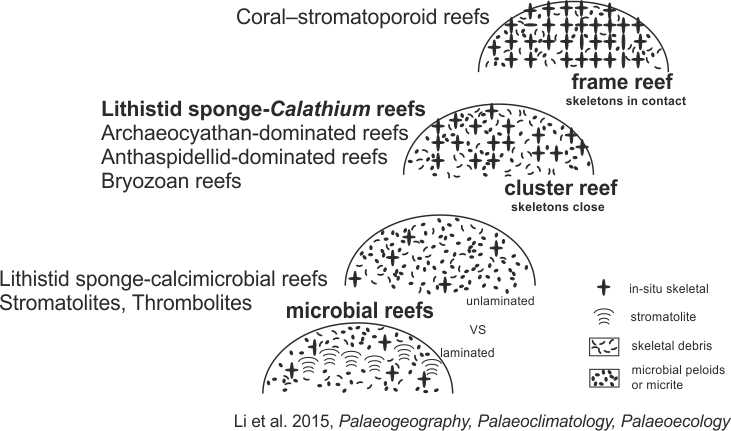
The principal types of reefs with several examples. Category A possesses a macroskeletal framework. In category B, the skeletal forms are locally juxtaposed. Category C is the microbial reefs.

此次辐射对整个底栖海洋生态学方面的影响也是巨大的。生活模式（mode of life）的研究表明：经历了生物大辐射之后，奥陶纪海洋生物的生活模式增加到30种，在寒武纪的基础上增长了超过50%。而且奥陶纪是“非移动”类生物（例如底栖固着的生物）和滤食性生物（诸如腕足类、笔石和苔藓虫等等）多样性快速增长的时期。疑源类（acritarch，一般认为是浮游植物）此时多样性的迅速增长，意味着整个海洋生态系统的食物链发生了革命性的变化，食物网也较之前进一步复杂化，底栖矿化动物的生物量（biomass）也较寒武纪获得了显著增长。随着有柄棘皮类（例如海百合）的快速兴起，硬质基底也逐渐在奥陶纪浅海变得普遍，这正是寒武纪开始的底质革命的继续，也为硬质基底群落的繁荣发展奠定了条件。

礁生态系统从微生物礁（microbial reefs）向动物礁（metazoan–dominated reefs）转变也是奥陶纪大辐射的其中一个重要特征。早寒武世末古杯礁灭绝之后，微生物几乎一直统治着礁系统，除了个别的石海绵礁（lithistid sponge-bearing reefs）以外，动物礁在随后的中晚寒武世海洋中一直鲜有报道。直到进入早奥陶世，诸如苔藓虫礁（bryozoan reefs）和海绵礁（lithistid sponge–Calathium reefs）才开始兴起。随着大规模动物辐射事件的发生，自中奥陶世以来，动物（特别是珊瑚和层孔海绵）在礁生态系统中的作用也变得更加显著。同时，在生态学上，能与现代珊瑚礁类比的礁系统也在浅水的碳酸盐环境中渐渐变得普遍，而且这些生物礁类型一直延续并在随后的志留纪和泥盆纪时期仍非常繁盛。